# لیگ برتر فوتبال ولز
 لیگ برتر فوتبال ولز (به انگلیسی: Welsh Premier League) معتبرترین لیگ فوتبال در کشور ولز است که از ۱۹۹۲ میلادی تاکنون در این کشور برگزار می‌شود. این لیگ از ۱۲ تیم که از سراسر کشور ولز در آن شرکت می‌کنند برگزار می‌شود.
باشگاه فوتبال باری تاون باهفت قهرمانی پرافتخارترین این سری مسابقات به حساب می‌آید.